# Lago Superiore di Glendalough
Il lago Superiore di Glendalough (Glendalough Upper Lake in inglese, An Loch Uachtair in gaelico irlandese) è un celebre lago irlandese situato nei pressi di Glendalough, nella contea di Wicklow.

## Geografia

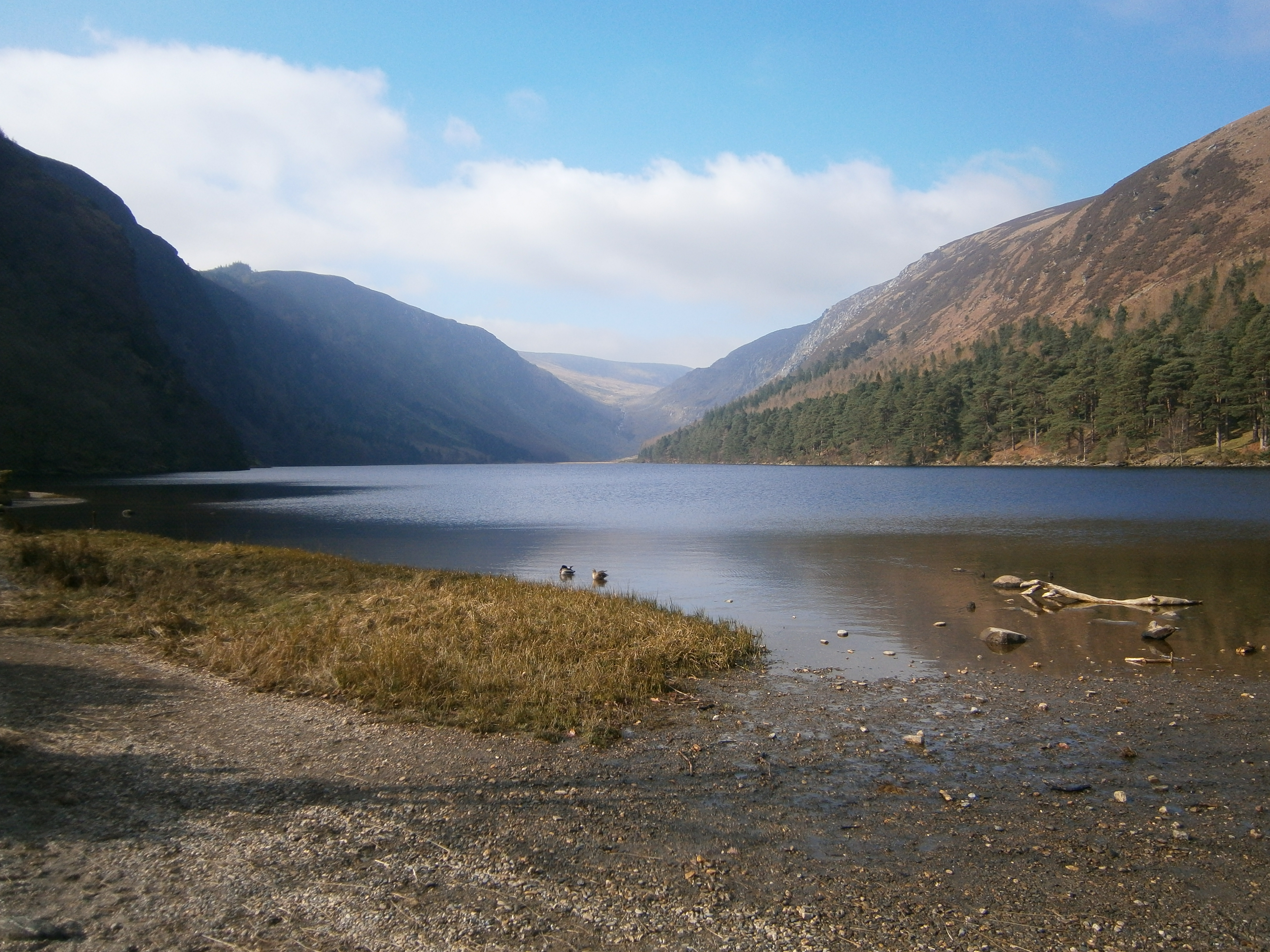
La costa orientale

Lo specchio d'acqua si trova nell'area dei monti Wicklow, molto vicino all'insediamento monastico altomedioevale di Glendalough. Nei pressi della costa meridionale si trova una chiesetta rettangolare detta Temple-na-Skellig, accessibile solo in barca e percorrendo poi una scalinata che parte dal punto di attracco. Un dirupo nei pressi della chiesa ospita una grotta chiamata St. Kevin's bed (letto di San Kevin), che si ritiene essere stata rifugio prima per San Kevin e poi per San Lorenzo O'Toole.

## Geologia

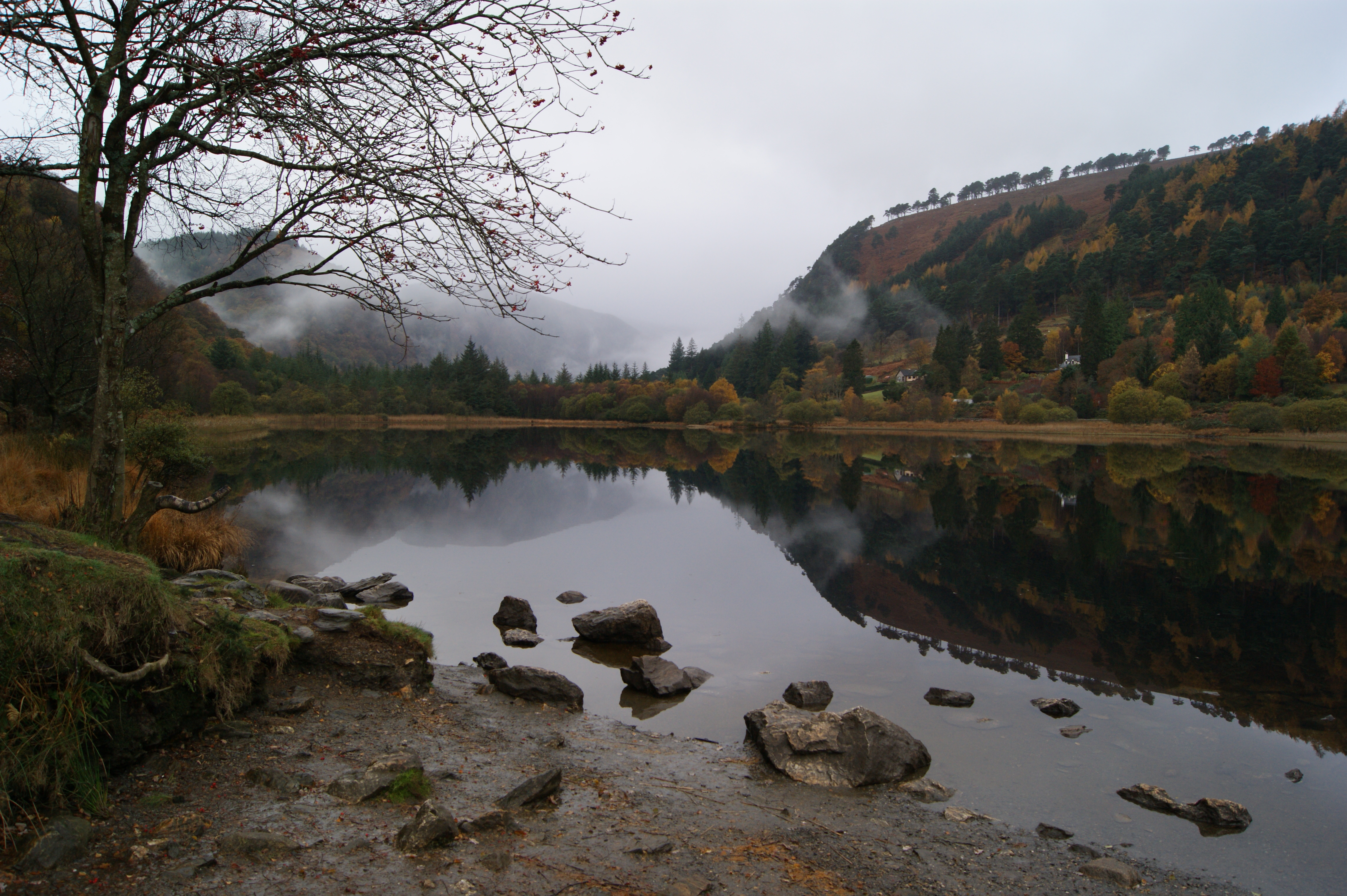
Veduta autunnale

Il lago Superiore di Glendalough è classificato tra i laghi glaciali nastriformi. Un tempo formava con il lago Inferiore di Glendalough un unico specchio d'acqua, che fu poi diviso in due dall'abbondante deposizione di sedimenti fatta da uno degli affluenti.

## Escursionismo
Nei pressi dell'estremità orientale del lago passa la Wicklow Way, un lungo itinerario escursionistico, nel suo tragitto tra Rathfarnham (a nord) e la sua estremità meridionale collocata a Clonegal.

## Ambiente

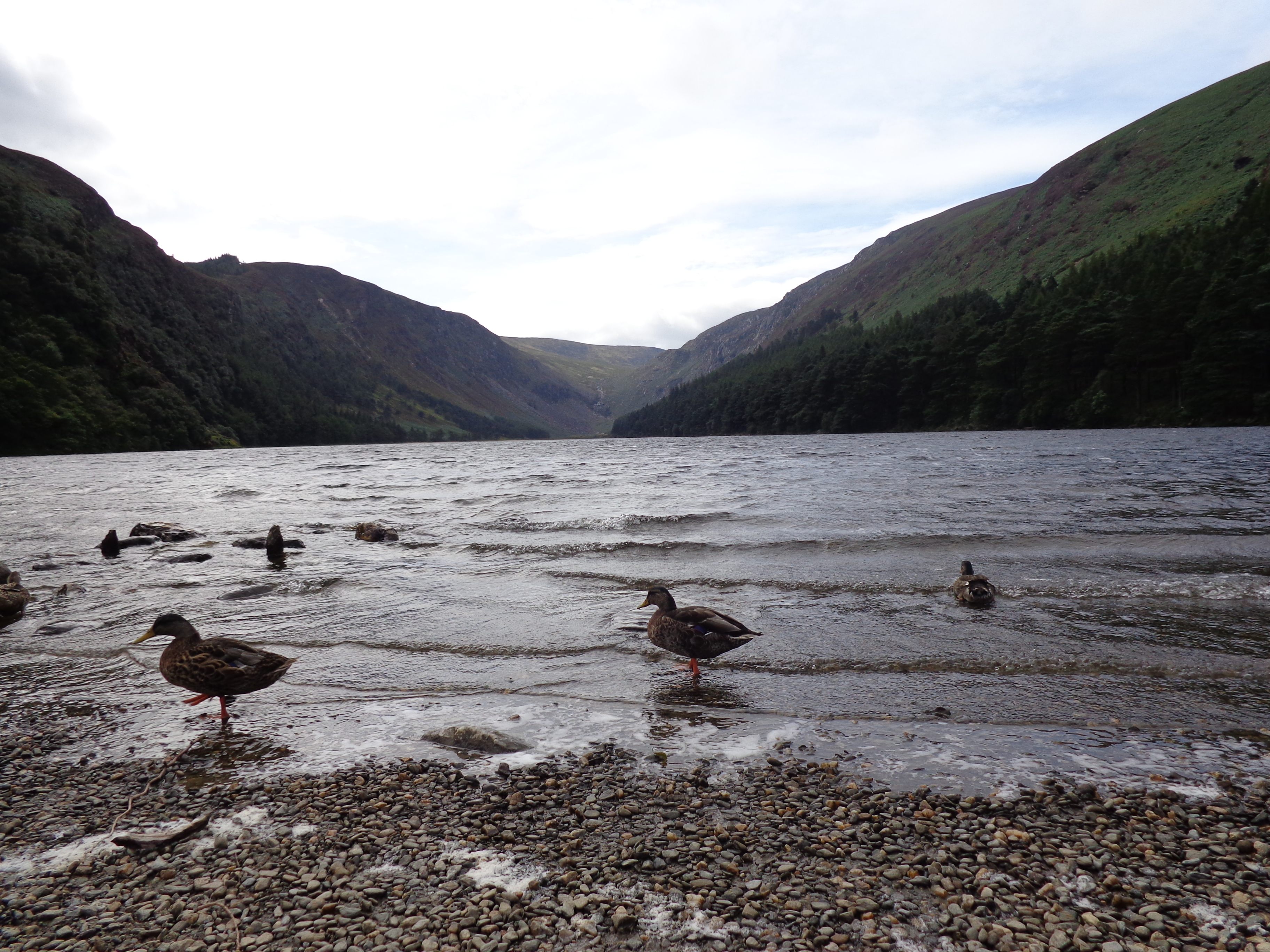
Anatre in riva al lago

Il lago fa parte del parco nazionale dei Monti Wicklow. Tra le specie vegetali che vivono nei pressi della riva possono essere citate Nymphaea alba e Potamogeton natans. Parte della zona costiera è occupata da canneti dove vegetano tra le altre specie carici, cannucce di palude e equiseti; si tratta di zone molto adatte all'osservazione delle libellule.